# 张明杰 (1956年)
张明杰（1956年4月17日—），辽宁铁岭人，中华人民共和国女性地方政府官员及民主党派的中国民主同盟成员，也是歌手曲婉婷的母亲。曾任哈尔滨市发改委副主任、市城镇化建设领导小组办公室主任。2014年9月被中共哈尔滨市纪委、哈尔滨市监察局带走并调查，同月29日因涉嫌滥用职权罪，被哈尔滨市人民检察院逮捕。被捕后关押于哈尔滨市道里区顾乡看守所。2021年11月17日被公开宣判，以受贿罪判处张明杰无期徒刑，剥夺政治权利终身，并处没收个人全部财产；以滥用职权罪判处张明杰有期徒刑十年，决定执行无期徒刑，剥夺政治权利终身，并处没收个人全部财产。

## 简历
1956年4月出生于辽宁省铁岭市。1972年开始在哈尔滨工作，曾任哈尔滨市轻工干部学校科员、哈尔滨市轻工业局供销处科员、哈尔滨市轻工职工中等专业学校干部、哈尔滨市建委信访处副主任科员、主任科员、副处长、哈尔滨市建设局信访处处长。2002年11月任哈尔滨市道里区副区长，至2011年9月辞职；此后担任哈尔滨市住房保障和房产管理局副局长、哈尔滨市城市管理局副局长、哈尔滨市发改委副主任及哈尔滨市市城镇化建设领导小组办公室主任。

## 落马
2014年9月，中央第八巡视组进驻黑龙江，随后，张明杰被哈尔滨市纪委带走。9月29日，张明杰因涉嫌滥用职权罪，被哈尔滨市人民检察院逮捕。9月23日，张明杰的同居男友、哈尔滨工业大学建筑学院教授、博士生导师、民盟黑龙江省委常委、黑龙江省政协委员王绍玉（1956年生）因涉嫌诈骗被刑事拘留，并于同年10月30日被批捕。11月3日，哈尔滨市人民政府通报，免除其哈尔滨市城镇化建设领导小组办公室主任的职务。此前的2014年7月，她已被免去哈尔滨市发改委副主任职务。
2014年11月，有网友在网上爆料称张明杰是歌手曲婉婷的母亲，但没有披露详情。
2016年7月19日，张明杰案在哈尔滨市中级人民法院接受审理，涉案金额达人民币3.5亿余元。检方指控其犯有贪污、受贿、滥用职权三项罪名。该案在7月20日结束庭审，但张明杰本人表示否认其有犯罪行为，法院没有当庭宣判。
因案情复杂，张明杰案的审理和宣判一拖再拖。直到初次庭审结束两年多以后，2019年3月，哈尔滨市人民检察院对原起诉内容作了变更起诉与追加起诉，张明杰与同案被告王绍玉原被指控涉嫌贪污、受贿、滥用职权三宗罪，变更与追加起诉后，张明杰被改指控涉嫌滥用职权与受贿两项罪名。同年8月12日与13日，哈尔滨市中级人民法院终于再次开庭审理此案，并宣布将择期宣判，此时距离第一次庭审已经过去了三年多的时间。起诉书显示，张明杰在原种场征地过程中，使东江公司非法获取征地款共计人民币3.4985亿元。2011年11月，张明杰向东江公司法定代表人魏奇索要人民币500万元，后者于该月26日将款项打入张明杰指定的账户。2012年7月16日，张明杰指使王绍玉代表其与魏奇签订《合作协议》，约定双方合作股份为各持项目50%的股份及项目利益。经侦查，案发时双方共同控制的包括哈尔滨先发置业有限公司账面、49套门市房和两辆汽车，共计折合人民币1.86341763亿元。按《合同协议》约定，上述款物的50%应归张明杰、王绍玉所有，二人共同受贿折合人民币9317.08815万元。
2020年9月27日，中央纪委国家监委网站发表文章《歌手曲婉婷母亲张明杰案引发关注 境外不是资产转移的天堂》。文章称，中国大陆网民之所以关注此事，是因为人们痛恨腐败分子损害国家和人民的利益，攫取大量不义之财，满足亲属子女奢靡生活。文章同时强调，这样的领导干部“与党和人民离心离德，与共产党人的初心使命背道而驰”，必须受到党纪国法严惩，为其违纪违法行为付出应有代价。
2021年10月7日，中央纪委国家监委网站报道，在中央反腐败协调小组国际追逃追赃工作办公室统筹协调和黑龙江省追逃办具体指导下，经哈尔滨市、尚志市两级纪检监察机关不懈努力，于2014年9月出逃的“红通人员”、职务犯罪嫌疑人魏奇（1960年生）回国投案。《中国新闻周刊》指出，魏奇是张明杰案的重要当事人，在张明杰被查前夕，“感觉情况不对”，出逃加拿大。张明杰的哥哥张明喆在魏奇的哈尔滨先发置业公司担任副总经理，魏奇通过张明喆认识了时任哈尔滨市建委信访处处长的张明杰，获得了道里区一处大厦的开发权，之后多次向张明杰行贿，在哈尔滨开发了多处房地产，本案的焦点原种场也是由他在运营。张明喆的一处房产项目因魏奇的出逃至今烂尾，蒙受巨大损失，他认为魏奇的回国将使张明杰的案子和烂尾的项目这两个问题迎刃而解。知情人士认为，魏奇将是张明杰案的第三被告。
2021年11月17日，黑龙江省哈尔滨市中级人民法院以受贿罪判处张明杰无期徒刑，剥夺政治权利终身，并处没收个人全部财产；以滥用职权罪判处张明杰有期徒刑十年，决定执行无期徒刑，剥夺政治权利终身，并处没收个人全部财产；以受贿罪判处同案被告王绍玉有期徒刑十四年，并处罚金人民币三百万元。对涉案违法所得及其孳息予以没收、追缴。判决书显示，2009年至2011年，张明杰担任道里区副区长兼道里区改制领导小组组长期间，在哈尔滨市原种繁殖场并购的过程中，以及在哈尔滨市哈齐客运专线工程建设领导小组办公室、哈尔滨市土地储备中心城市建设投资集团有限公司收购、收储原种场部分土地的过程中，徇私舞弊、滥用职权，致使征地补偿款被并购单位违规获取、部分职工安置款被违规使用，造成公共财产损失共计人民币2.3259亿余元；2011年11月至2012年7月，张明杰在利用职务上的便利为并购单位谋取利益后，先以借款为名向该单位实际控制人索要人民币500万元，后伙同王绍玉向该实际控制人索要以原种场土地参与的该单位50%股权，折合人民币9317万余元；法庭最终认定的涉案金额共计人民币3.3076亿元。张明杰和王绍玉提起上诉，2022年3月24日，黑龙江省高级人民法院二审维持原判。至此，张明杰案长达七年的司法程序宣告结束。
2021年11月18日，中央纪委国家监委网站发表题为《依法惩腐 民心所向》的评论，称张明杰受贿、滥用职权案的宣判彰显了公平正义，是强化“不敢腐”高压态势的必然要求，是深入整治群众身边腐败问题的具体实践，是反腐为民、反腐惠民的直接体现。再次证明了，反腐败是民心所向，对腐败分子依法惩治正是回应人民群众的期待。
2023年4月，登记在曲婉婷名下的两套位于哈尔滨核心地段的住房被法拍，拍卖涉及张明杰案。

### 落马原因
据知情人士透露称，张明杰被调查的原因涉及经济问题，并贱卖国有资产。由于案情重大复杂，因此张明杰案仍处于侦查阶段，需要补充侦查。但多名哈爾濱市原種繁殖場舉報張明傑的職工透露，張明杰被调查不排除原種場的土地問題。原种场事件被认为是电视剧《人民的名义》中大风厂事件的原型。

### 境外媒体报道
中国大陆以外的媒体（以加拿大为主，包括《温哥华太阳报》、《省报》等，加拿大以外的媒体有香港《南华早报》等），皆对张明杰被调查的事件作出了报道。

## 家庭
- 二姐：张明琨，比张明杰大13岁。2014年注册了新浪微博，2021年1月至4月多次以“张明杰姐姐”的网名发文和直播为妹妹鸣冤，要求“司法公正”、“疑罪从无”，指称哈尔滨市有关部门对张明杰进行刑讯逼供，司法部门贪赃枉法、制造冤案，甚至直接公开审判长、公诉人和证人的全名，得到了一部分网友的支持，曲婉婷也多次评论转发她的微博，但也有很多网友在评论区对她进行抨击，特别是张明杰案一审宣判后。该微博2021年5月4日后再无更新[23][24]。
- 二哥：张明喆，哈尔滨先发置业公司副总经理，曾因张明杰案配合调查，但被证明未参与其贪腐行为[1]
  - 侄子：张宇，先发置业职员[1]
- 前夫：曲恒，哈尔滨市园林局的一名美工师，2000年离婚[2]
  - 女儿：曲婉婷，歌手，于2000年前往温哥华留学学习音乐，但并不能被张明杰理解，张明杰一直希望她能学商，导致母女关系不和多年[1]。在张明杰被贪入狱的消息传出后，曲婉婷在Instagram上发表消息，称想念妈妈并天天哭泣[25]。此后曲婉婷每年9月（张明杰接受调查的日子）都在Instagram、新浪微博等社交网站表达对母亲的思念，并相信母亲是冤枉的，引起很大争议。而曲婉婷的前男友，温哥华市长羅品信称，张明杰被抓對曲婉婷來說，是一個個人問題[26]。
- 男友：王绍玉，哈尔滨工业大学建筑学院教授，博士生导师，民盟黑龙江省委常委，黑龙江省政协委员。2007年与张明杰结识并发展为情侣关系，2008年与之同居，2014年被调查。